# Чебышев, Николай Васильевич
Николай Васильевич Чебышев (род. 10 октября 1935 г.) — советский и российский учёный, биолог, педагог.
Академик РАО (20.04.2000), профессор (1984), доктор медицинских наук (1982), заслуженный профессор Первого МГМУ им. И. М. Сеченова и заведующий его кафедрой биологии и общей генетики (с 1989 года).

## Биография
С 1989 года заведующий кафедрой биологии и общей генетики Первого МГМУ им. И. М. Сеченова. Под его руководством в университете сформировалась научная биологическая школа — вокруг работ, посвященных проблеме морфофункциональных исследований в системе «Паразит — хозяин» при гельминтозах.
Член Совета старейшин Сеченовского университета.
Председатель диссовета Д 208.040.15.
Среди его соавторов Талызин Ф. Ф. и др.
Автор 250 печатных работ в области биологии, в том числе учебников и учебных пособий.

## Звания и награды
- Медаль ордена "За заслуги перед Отечеством" I степени (23 июня 2020) — за заслуги в научно-педагогической деятельности, подготовке высококвалифицированных медицинских кадров и многолетнюю добросовестную работу[7].

Лауреат премии им. М. Г. Сергиева Российской Академии медицинских наук за лучшую серию работ по паразитологии за период 1990—1995 гг.
В 1998 году Н. В. Чебышеву и сотрудникам его кафедры совместно с Российским медицинским университетом присуждена премия Правительства Российской Федерации в области образования за создание «Учебно-методического комплекта учебников и учебных пособий по медицинской биологии» для медицинских высших учебных заведений.
Награжден медалью «За заслуги перед Первым МГМУ им. И М. Сеченова».
Награжден Почетной грамотой Первого Московского государственного медицинского университета имени И. М. Сеченова.

## Работы
- Богоявленский Ю. К., Раисов Т. К., Чебышев Н. В. и др. Патология при гельминтозах. — М., 1991.
- Богоявленский Ю. К., Рачковская И. В., Чебышев Н. В. Нематоды и антигельминтные средства. — М., 1994.
- Чебышев Н. В., Вальцева И. А., Крылов В. Н., Кудрявцев С. В. Ядовитые животные суши и моря: Учебное пособие. — М.: ММА им. И. М. Сеченова, 1997.
- Чебышев Н. В., Кузнецов С. В., Зайчикова С. Г. Биология: пособие для поступающих в вузы. В 2 т. — М.: ООО «Издательство Новая Волна», 1998.
- Крылов В. Н., Вальцева И. А., Чебышев Н. В. Введение в апитерапию. — М: Изд-во ММА им. И. М. Сеченова, 1998.
- Чебышев Н. В., Вальцева И. А. Ядовитые животные. — М.: Педагогика-пресс, 2001. — ISBN 5-94054-012-0
- Чебышев Н. В., Гринева Г. Г., Козарь М. В., Гуленков С. И. Биология: Учебник. — М.: ВУНМЦ, 2000.
- Чебышев Н. В., Филиппова А. В. Основы экологии. — М.: ООО «Издательство Новая Волна», Издатель Умеренков, 2004.